# Coachella
Coachella også kendt som Coachella Valley Music & Arts Festival er en årlig tredages musik- og kunstfestival afholdt over to weekender på Empire Polo Club i Indio, Californien, der ligger i Coachella Valley i Coloradoørkenen. Festivalen er grundlagt af Paul Tollett i 1999 og byder på mange genrer af musik, herunder rock, indie, hip hop, elektronisk musik, samt kunstinstallationer og skulpturer. De vigtigste scener er Coachella-scenen, Outdoor Theatre, Gobi-teltet, Mojave-teltet og Sahara-teltet (en mindre kuppelformet oase blev anvendt i 2006 og 2011), mens den nye Yuma-scene blev indført i 2013.

## Historie
Festivalens oprindelse kan spores tilbage til en koncert i 1993, hvor Pearl Jam spillede på Empire Polo Club, mens de boykottede spillesteder blev kontrollereret af Ticketmaster. Pearl Jam-showet validerede stedets levedygtighed for afholdelse af store begivenheder, hvilket førte til den første Coachella Festival, der blev afholdt i oktober 1999 over to dage. På grund af sin afsides beliggenhed og sit varme klima gik der flere år før det næste store event.

### Bemærkelsesværdige optrædener
Af bemærkelsesværdige koncerter i fortiden kan nævnes: Amy Winehouse, Dr. Dre, Snoop Lion, Prince, Paul McCartney, Arcade Fire, Wu-Tang Clan, The Killers, Radiohead, Daft Punk, Madonna, The Cure, Kanye West, Gorillaz, The Black Keys, Rage Against the Machine, Beck, Nine Inch Nails, The Strokes, The White Stripes, Jay-Z, Beastie Boys, Muse, Red Hot Chili Peppers, Foo Fighters.

### Coachella 2015
Coachellas 2015 lineup består blandt andet af AC/DC, Jack White, Drake, Flying Lotus, Lykke Li, Florence and the Machine, Mac DeMarco, Tyler the Creator, Run the Jewels, Perfume Genius, SBTRKT, FKA Twigs, Ratatat, the Weeknd, Todd Terje, Action Bronson, Jamie xx, St. Vincent, Panda Bear, Cloud Nothings, Azealia Banks, Caribou, Swans, The War on Drugs, genforeningen af Ride, Jenny lewis, Father John Misty, Ghostface Killah & Raekwon, Tame Impala, Steely Dan, Kaskade, David Guetta, John Talabot, Stromae, DJ Snake, Vic Mensa, Kimbra, Kiesza, Glass Animals, Pete Tong, Alison Wonderland, Bad Suns, Duke Dumont, Lil B, Flosstradamus, Yellow Claw, Gesaffelstein, Yelle, What So Not og Mø

## Coachella 2018
Coachellas 2018 lineup bestod blandt andet af Beyoncé, Eminem, The Weeknd, Cardi B, Kygo, The Neighbourhood, Post Malone, MØ, Miguel, David Byrne, Haim, Migos, Hayley Kiyoko, French Montana, Portugal. The Man, SZA, Lion Babe, Jamiroquai, St. Vincent, BØRNS, Jorja Smith, AURORA, ODESZA, Skip Marley, Alan Walker, Tyler the Creator, alt-J, 6lack, A Perfect Cirkle, AC Slater, Alf Alpha, Alina Baraz, Alison Wonderland, Alvvays, Aminé, Anabel Englund, CASH CASH, Chloe X Halle, First Aid Kit, Fleet Foxes.
 Der er for få eller ingen kildehenvisninger i denne artikel, hvilket er et problem. Du kan hjælpe ved at angive troværdige kilder til de påstande, som fremføres i artiklen.

33°40′42″N 116°14′02″V / 33.67839°N 116.234021°V